# Dreisamstadion

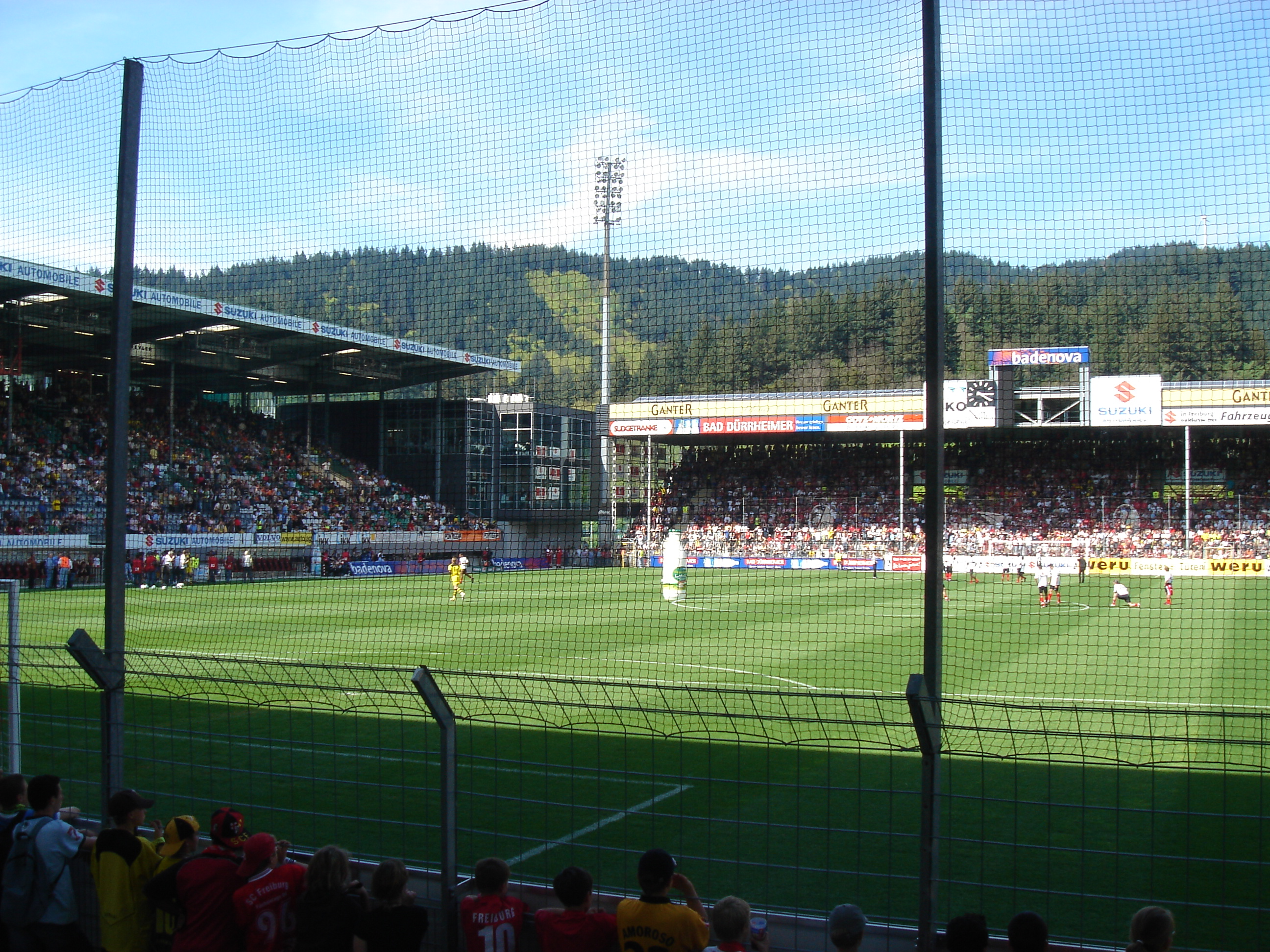
Vy mot nordväst

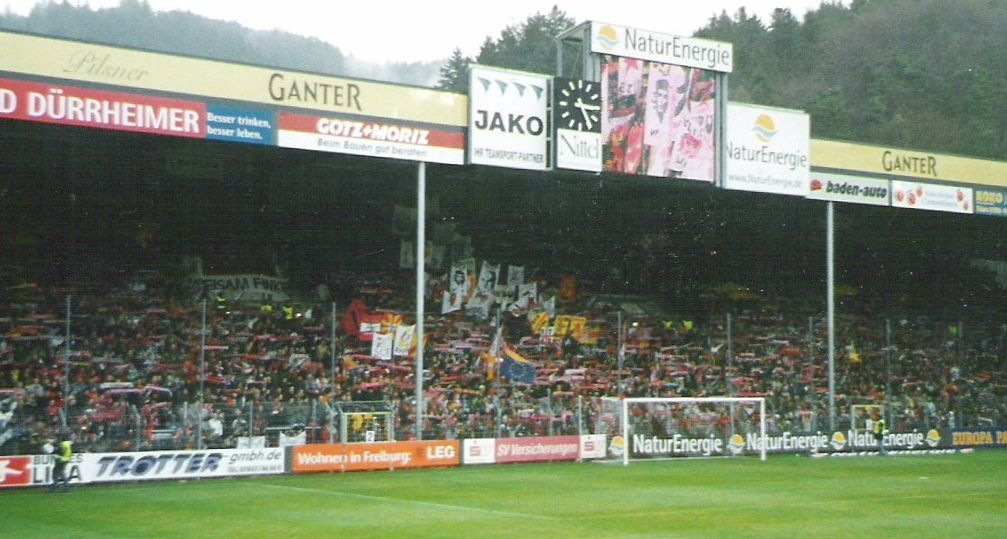
Norra läktaren

Dreisamstadion, tidigare Schwartzwald-stadion, fotbollsarena i Freiburg im Breisgau, Tyskland. Den var tidigare hemmaplan för SC Freiburg mellan 1954 och 2021, tills en ny stadion – Europa-Park Stadion – öppnades i oktober 2021. Stadion ligger naturskönt.
I juni 2004 fick det namnet Badenova-Stadion, senare Mage Solar Stadion, och under en kort tid Stadion an der Schwarzwaldstraße. På grund av ett sponsringsavtal fick den namnet Schwarzwald-Stadion.
År 2012 ansågs moderniseringen av stadion vara olönsam och i februari 2015 hölls en folkomröstning för att avgöra om en ny stadion skulle byggas och i så fall var. Invånarna i Freiburg röstade för byggandet av en ny stadion med en kapacitet på 34 700 vid Wolfswinkel i närheten av Freiburgs kommunala flygplats. Flytten till den nya arenan var planerad till början av säsongen 2021–22.

## Historik
Den tidigaste hemmaarenan för SC Freiburg var Winterer-Stadion, som användes första gången 1928. År 1936 var klubben tvungen att lämna stadion eftersom Luftwaffe behövde den för att användas som landningsbana. Efter slutet av andra världskriget hade SC Freiburg ingen egen hemmaplan och var tvungen att använda Freiburger Turnerschaft från 1844. År 1953 fick klubben en idrottsplats öster om staden, som invigdes officiellt den 1 september 1954.
År 1970 byggdes läktare på södra sidan av fältet, vilket tillförde 480 täckta sittplatser. Efter klubbens uppflyttning till 2:a Bundesliga 1978 planerades den första stora expansionen. Byggandet av en huvudläktare, som lade till 1 800 platser, och utbyggnaden av stående sektion 1980 ökade stadions kapacitet till 15 000.
Nuvarande stadion har plats för 24 000 åskådare med 14 000 sittplatser och ståplatser för 10 000 åskådare. Alla läktare är täckta. På grund av ett klagomål från grannskapet har klubben förbjudits ytterligare ökningar av stadions kapacitet.
Arenan uppfyller inte längre UEFA:s riktlinjer (planen är 4,5 meter för kort), vilket innebär att UEFA:s europeiska tävlingsmatcher efter kvalificeringsfasen kräver särskilt tillstånd. DFL gav SC Freiburg specialtillstånd för Bundesligasäsongen 2012-13 i 1:a Bundesliga.
Från början av 2012 till mitten av 2014 kallades stadion Mage Solar Stadion.
Den 25 september 2014 tillkännagavs att Schwarzwald Tourismus GmbH och sju andra finansieringspartners hade tagit över varumärkesrättigheterna för stadion i fem år. De beslutade också att ändra namnet på stadion till Schwarzwald-Stadion Namnbytet ratificerades av Freiburgs kommunfullmäktige den 7 oktober 2014.
Namnet på stadion återfördes till Dreisamstadion efter säsongen 2020–21, vilket sammanföll med SC Freiburgs planerade flytt till den nybyggda SC-Stadion, men flytten försenades senare till oktober 2021. Från och med säsongen 2021–22 används arenan av SC Freiburgs reservlag såväl som av deras damlag.